# Werner Weinberg
Werner Weinberg (* 30. Mai 1915 in Rheda, Westfalen; † 27. Januar 1997 in Cincinnati) war ein Hebraist, d. h. ein Wissenschaftler der hebräischen Sprache und Literatur.

## Leben
Werner Weinberg wurde als jüngster Sohn einer westfälischen Händlerfamilie geboren. Seine Schwester war die spätere Schriftstellerin Käte Werner, geb. Weinberg. Nach dem Abitur begann er eine Ausbildung am jüdischen Lehrerseminar in Würzburg, wo er 1936 graduierte. Von 1937 bis 1939 war Weinberg als Lehrer und Vorbeter in Rheda und Hannover tätig. Infolge der nationalsozialistischen Judenverfolgung siedelte er 1939 nach Amsterdam über, wo er an der Ausbildungsstätte Hachschara für jüdische Auswanderer nach Palästina arbeitete. Im Herbst 1943 wurde er von den Nationalsozialisten in das Konzentrationslager Bergen-Belsen deportiert. Nach der Befreiung im Jahr 1945 kehrte Werner Weinberg zunächst in die Niederlande zurück, 1948 zog er in die USA. Dort folgten die Promotion sowie die Berufung zum Professor für hebräische Sprache und Literatur am Hebrew Union College in Cincinnati/Ohio. Mehrere Gastprofessuren sowie private Reisen führten ihn in späteren Jahren wiederholt in seine westfälische Heimat zurück.

## Werk
Der Sprach- und Literaturwissenschaftler veröffentlichte zahlreiche Titel in englischer, hebräischer und deutscher Sprache. Zu seinen besonderen wissenschaftlichen Leistungen zählt u. a. die Erstellung eines Wörterbuchs der jüdisch-deutschen Sprache, welche er vom Jiddischen abgrenzt.

## Verdienste
Neben seiner wissenschaftlichen Tätigkeit bemühte sich Werner Weinberg intensiv um die Erinnerung an die jüdische Vergangenheit in seiner westfälischen Heimat. So veröffentlichte er mehrere autobiographische Titel über die Zeit vor und während der Shoah. Als am 27. August 1980 ein Mahnmal zur Erinnerung an die Rhedaer Synagoge errichtet wurde, hielt er die Gedenkrede. Darüber hinaus war ihm die intensive Diskussion mit der Generation der nach dem Zweiten Weltkrieg geborenen Deutschen ein besonderes Anliegen.

## Schriften (Auswahl)
- Die Reste des Jüdischdeutschen. Stuttgart 1969.
- How do you spell Chanukah? A general-purpose romanization of Hebrew for speakers in English. Cincinnati 1976
- Die Bezeichnung Jüdischdeutsch – Eine Neubewertung. In: Zeitschrift für deutsche Philologie, Jg. 100 (1981), Sonderheft Jiddisch, S. 253–290
- History of Hebrew plene spelling. Cincinnati 1985
- Rhedaer Schmus. Rheda-Wiedenbrück 1986
- Wunden, die nicht heilen dürfen. Die Botschaft eines Überlebenden. Freiburg 1988
- Moses Mendelssohn: Hebräische Schriften. Der Pentateuch. Hg. Werner Weinberg. (M. M., Gesammelte Schriften, Jubiläumsausgabe, Bde. 9,1 und 9,2.) Stuttgart 1993
- Lexikon zum religiösen Wortschatz und Brauchtum der deutschen Juden. Stuttgart 1994
- Wege einer Tora, Wege des Lebens, in Kalonymos, 20, 3, Herbst 2017, S. 3–10 (leicht gekürzt aus: Broschüre des Stadtarchivs Rheda-Wiedenbrück, Hg. Lisl Weinberg, 1978. Zuerst Tale of a torah scroll. A chapter in german-american history., Hebrew Union College, Cincinnati, 1976. Übers. ins Deutsche Walter Wolf. Ausgabe 2017 auch online)